# Yes Box Allright
Yes Box Allright är Hansson de Wolfe Uniteds tredje studioalbum från 1982.
Producerad och arrangerad av Lorne de Wolfe och Dick Hansson. Inspelad i Polar Studio, Stockholm 1982. Tekniker: Olle Ramm. Mixad av Olle Ramm och Dick Hansson.
- Lorne de Wolfe - Text & musik, sång, klaviatur, bas, gitarr, orgel
- Dick Hansson - Text, slagverk, trummor, bakgr.sång, div
- Claes Palmkvist - Gitarr, trumpet
- Jonas Isacsson - Gitarr
- Janne Bergman - Elbas, kontrabas
- Ola Brunkert - Trummor
- Ulf Andersson - Saxofon
- Anders Neglin - Synth, orgel
- Lisa Munthe - Barnröst

## Spår
1. Rock 'n' roll och jazz
2. Lucia
3. Svalan
4. Oktober
5. Yes box allright
6. Vi lever än
7. Jag borde, borde...
8. Banal & genial
9. Vita springare